# Kiryl Hryshchanka
Kiryl Hryshchanka –en bielorruso, Кірыл Грышчанка– (23 de julio de 1991) es un deportista bielorruso que compite en lucha grecorromana. En los Juegos Europeos de Minsk 2019 obtuvo una medalla de oro en la categoría de 130 kg.

## Palmarés internacional
| Juegos Europeos | Juegos Europeos     | Juegos Europeos | Juegos Europeos |
| Año             | Lugar               | Medalla         | Categoría       |
| --------------- | ------------------- | --------------- | --------------- |
| 2019            | Minsk (Bielorrusia) | Medalla de oro  | 130 kg          |